# Oi! Warning
Oi! Warning é um filme de 1999 sobre um garoto alemão de 17 anos que foge de casa para se tornar um skinhead Oi!.
O filme foi a estréia na direção de dois irmãos gêmeos, Benjamin e Dominik Reding. Ele levou cerca de cinco anos para chegar ao cinema, principalmente devido às restrições financeiras. Ele foi filmado em preto-e-branco, ressaltando o sentimento duro do filme. Entre outros reconhecimentos, o filme ganhou o German Camera Award, e um prêmio de talento emergente no Los Angeles Outfest Gay and Lesbian Film Festival.

## Sinopse
Janosch (Sascha Backhaus) tem problemas na escola e despreza o estilo de vida de sua mãe burguesa. Ele foge de casa com seu amigo Koma (Simon Goerts), que ele conheceu em um acampamento de férias. Koma é um skinhead Oi! (também conhecido como skinhead punk). Ele é um tipo particular de skinhead que tem poucas motivações políticas, preferindo um estilo de vida de festas e bebedeiras, e cujo gosto musical é a música Oi!, uma síntese das subculturas skinhead e punk.
A namorada de Koma está grávida e quer que ele mude a sua conduta. Ela explode seu esconderijo secreto com dinamite, mas isso só enfurece Koma, que acusa um punk com quem ele tinha brigado anteriormente.
Entretanto, Janosch conhece Zottel (Jens Veith), um punk que ganha a vida com pequenas atuações circences em festas de pessoas ricas. Os dois se apaixonam, mas a sua felicidade é interrompida quando Koma briga novamente com Zottel e o mata. Num acesso de fúria, Janosch pega um tijolo e mata Koma.

## Atores
- Sascha Backhaus como Janosch. Backhaus retrata o principal protagonista Janosch, que escapa de seu estilo de vida burguês mimado para se tornar um skinhead Oi!, mas depois questiona a subcultura ultra-masculina, movida a testosterona. O próprio Backhaus era um squatter da vida real. [1]

- Sascha Goerts como Koma. Goerts interpreta durão o Koma, um bêbado, lutador de kickboxing e muitas vezes violento skinhead Oi!, que tem Janosch sob sua asa. Como Backhaus, Goerts foi um squatter, e também um músico de rua ocasional. [1] De acordo com o comentário do DVD, ele deu um desempenho tão convincente que as pessoas ficaram chocados quando descobriram que Goerts é de fato uma pessoa de fala suave e inteligente. [2][3]

- Sandra Borgmann como Sandra. Borgmann representa Sandra, a skingirl namorada de Koma. Mais tarde, ela se torna mãe de gêmeos e se farta do estilo de vida Oi! de Koma. Em contraste com Backhaus e Goerts, Borgmann já foi uma atriz reconhecida.

- Jens Veith como Zottel. Um punk com quem Janosch mais tarde tem um caso. Veith é uma vida real comedor de fogo e malabarista e foi um dos últimos atores para o elenco do filme [2].